# Eureka Scientific
Vous pouvez aider à l'améliorer ou bien discuter des problèmes sur sa page de discussion.
- Son ton est trop promotionnel ou publicitaire, voire hagiographique. Le texte doit adopter un ton neutre et encyclopédique. (Marqué depuis juin 2024)
- La traduction doit être revue. Le contenu est difficilement compréhensible à cause d’erreurs de traduction, peut-être dues à l’utilisation d’un logiciel de traduction automatique. (Marqué depuis juin 2024)
- Il est orphelin : moins de trois articles lui sont liés. Aidez à ajouter des liens en plaçant le code [[Eureka Scientific]] dans les articles relatifs au sujet. (Marqué depuis juillet 2022)

La Eureka Scientific, Inc.  (ou Eureka Scientific) est une société à but non lucratif 501(c)(3), dont le siège est à Oakland, en Californie, fondée en 1992 par huit chercheurs de l'Université de Californie à Berkeley.

## Historique
En 1992, l'astronome américaine Carol Christian et ses collègues, dont le physicien américain John Vallerga de l'UC Berkeley, ont décidé de fonder une société en Californie, appelée Eureka Scientific, Inc., comme intermédiaire pour les demandes de subventions fédérales des astrophysiciens non titulaires et astronomes. La raison en était que l'UC Berkeley n'a pas permis à Carol Christian de soumettre une proposition de subvention à la NASA, car elle n'occupait aucun poste de professeur menant à la permanence, bien qu'elle soit membre de l'équipe Extreme Ultraviolet Explorer, qui a aidé à développer et construire cela. Lors de la création d'Eureka Scientific, Inc., John Vallerga a été nommé trésorier, qui estime que "les scientifiques devraient avoir la possibilité d'agir en tant qu'agents libres et de négocier les meilleures offres", bien que l'UC Berkeley n'ait aucun problème avec Eureka Scientific tant que car ils n'utilisent pas les installations universitaires. Auparavant, le scientifique planétaire américain Roger C. Wiens s'était plaint de ne pouvoir soumettre aucune proposition de subvention en tant que chercheur principal, car il avait occupé des postes non permanents au California Institute of Technology et à l'Université de Californie à San Diego. mais il a écrit pour cinq propositions différentes. Cependant, dans une interview avec Science Magazine, le doyen de la recherche et de la politique des études supérieures à l'Université de Stanford a fait valoir qu'une telle mesure est nécessaire "pour maintenir la réputation et la qualité de la recherche et pour assurer l'utilisation appropriée des installations universitaires."

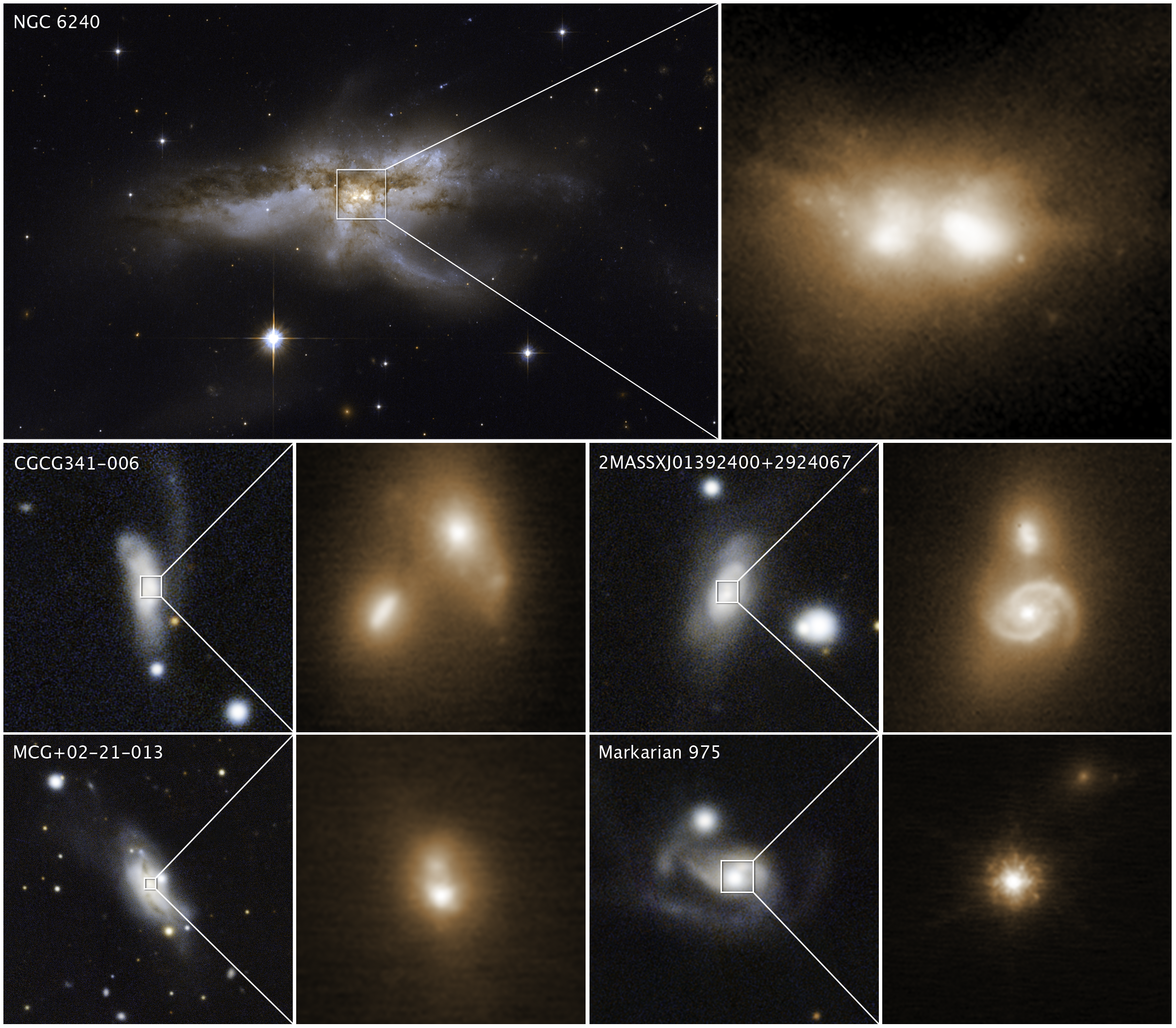
Hubble and Keck observatories of colliding galaxies.

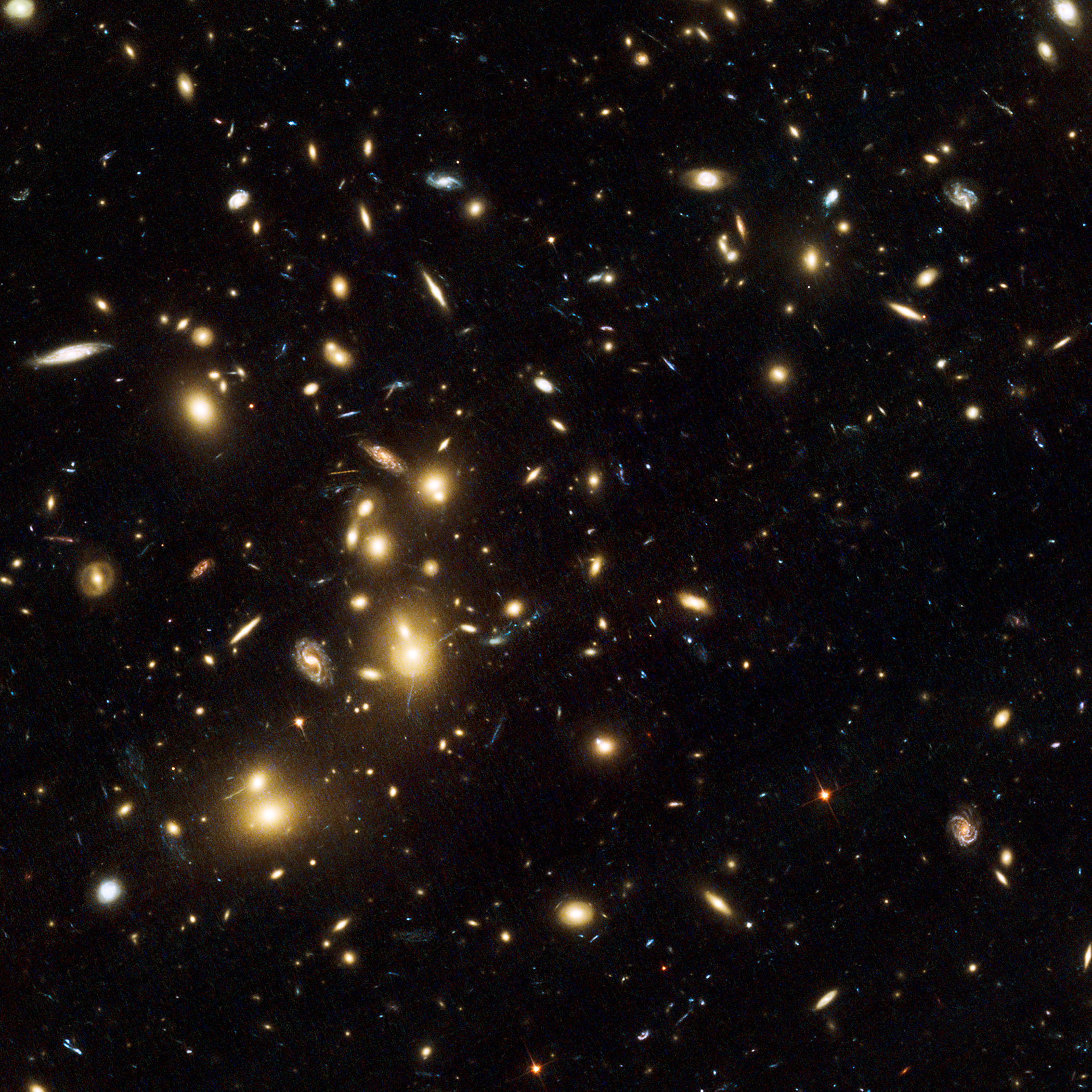
Hubble images of Abell 2744.

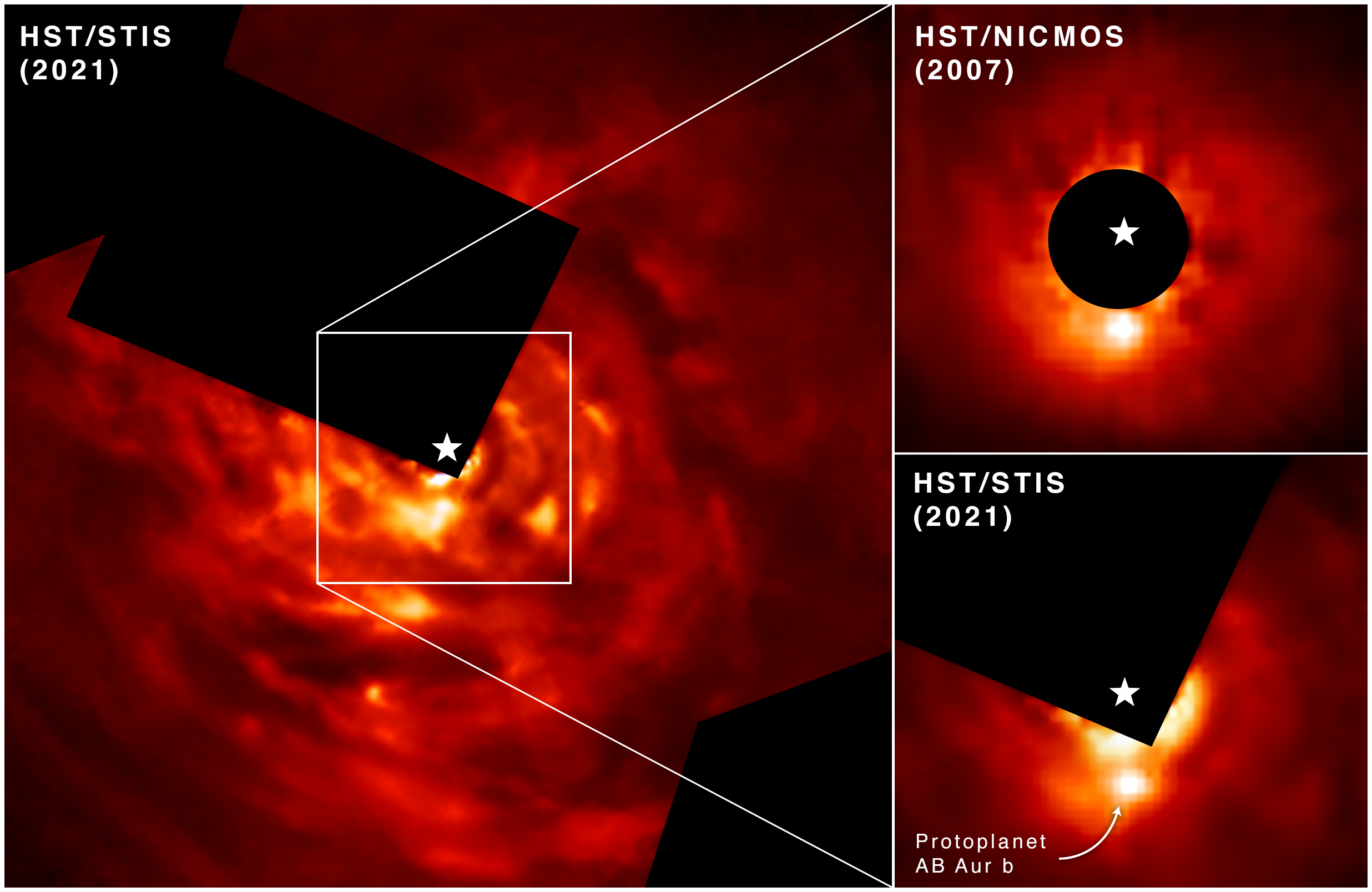
HST Image of Jupiter-like Protoplanet.

## Collaboration
Selon le Nature Index, qui est une base de données qui suit les connexions des institutions et leurs impacts scientifiques, les 5 principaux collaborateurs américains d'Eureka Scientific comprennent l'Université de Virginie-Occidentale (WVU), le Jet Propulsion Laboratory (JPL), l'Université Cornell, l'Université du Wisconsin-Milwaukee ( UWM) et la  National Aeronautics and Space Administration (NASA), tandis que ses 5 principaux collaborateurs internationaux sont l'Université de Southampton (Soton), l'Université de La Laguna (ULL), l'Université d'Oxford, l'Université de la Colombie-Britannique (UBC) et Institut argentin de radioastronomie (IAR). Basé sur le SAO/NASA Astrophysics Data System (ADS), les principaux collaborateurs d'Eureka Scientific en 2022 incluent le Goddard Space Flight Center (GSFC), les instituts Max Planck, le Space Telescope Science Institute (STScI), le California Institute of Technology ( Caltech), la Fondation Kavli, l'Université de l'Arizona, le Harvard–Smithsonian Center for Astrophysics, l'Université de Harvard, l'Université du Maryland, College Park.

## Produits scientifiques
L'indice de la nature indique que les extrants de l'établissement sont primaires en sciences physiques. Selon le SAO/NASA Astrophysics Data System (ADS), Eureka Scientific a publié plus de 600 publications à comité de lecture dans une importante revue scientifique d'astrophysique et d'astronomie à comité de lecture d'ici 2022, dont plus de 270 dans l'Astrophysical Journal (ApJ), 110 dans Monthly Notices of the Royal Astronomical Society (MNRAS), 68 dans Astrophysical Journal Letters (ApJL) et 47 dans Astronomical Journal (AJ). Le système de données astrophysiques SAO/NASA (ADS) affiche également plus de 600 articles sans comité de lecture affiliés à Eureka Scientific.[34] INSPIRE-HEP, qui est une bibliothèque numérique pour le domaine de la physique des hautes énergies (HEP), a également enregistré environ 80 publications révisées par des pairs, qui sont liées aux trous noirs, au noyau galactique actif, aux binaires à rayons X et aux ondes gravitationnelles. Les mesures de citations scientifiques d'Eureka Scientific mesurées par le SAO/NASA Astrophysics Data System (ADS) en 2022 montrent des citations totales de plus de 28 500, un indice h institutionnel de 76, un indice m de 2,5, un indice g de 145 et i10- indice de 442.